# Wierchomla Wielka

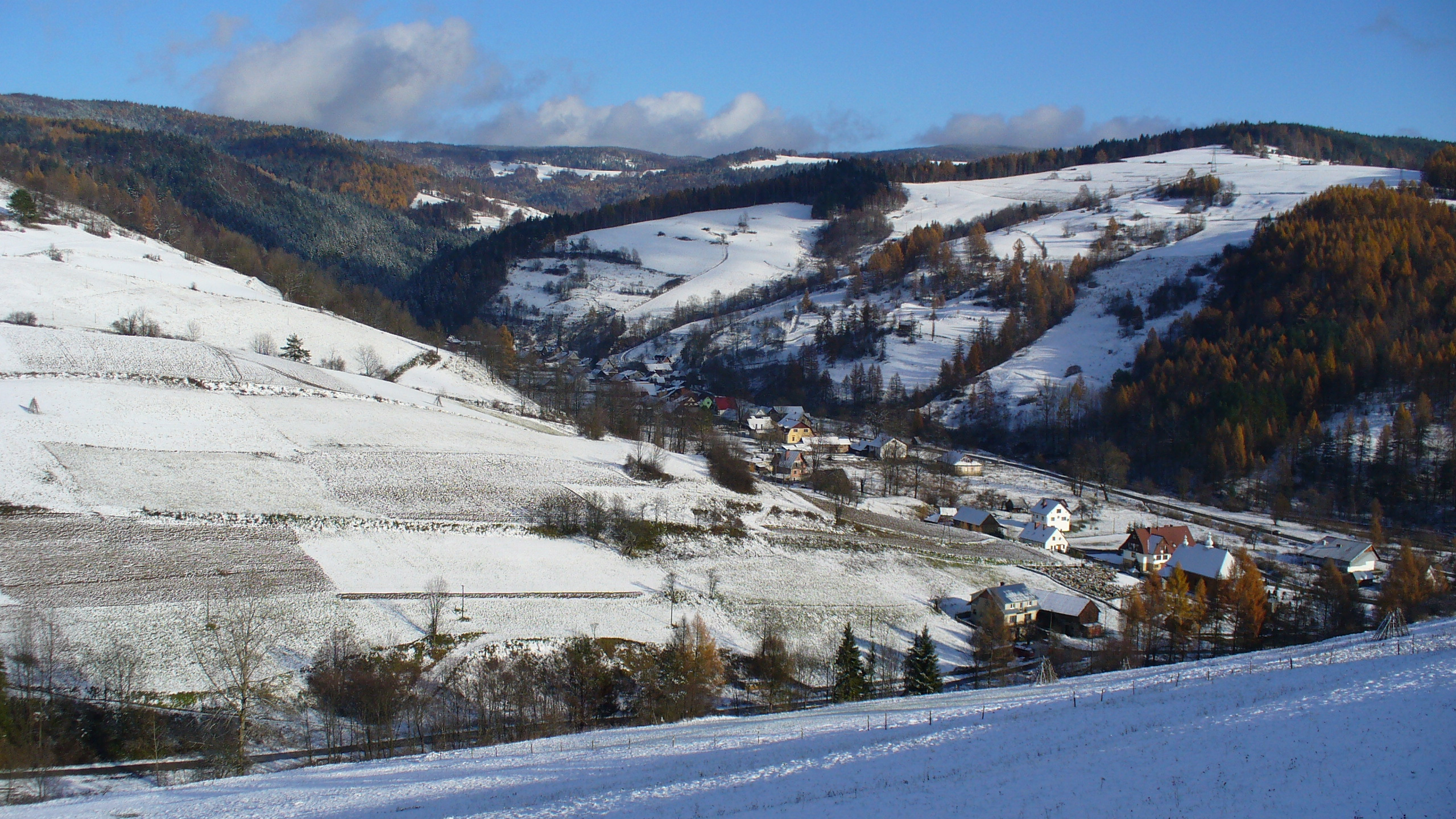
Ortsansicht

Wierchomla Wielka (ukrainisch Верхомля Велика, Werchomlja Welika) ist eine Ortschaft mit einem Schulzenamt der Gemeinde Piwniczna-Zdrój im Powiat Nowosądecki der Woiwodschaft Kleinpolen in Polen.

## Geographie
Der Ort liegt in den Sandezer Beskiden an der Mündung des Baches Wierchomlanka in den Fluss Poprad.

## Geschichte
Der Ort liegt im sogenannten Lemkenland, und zwar an seinem am weitesten westlich gelegenen Rand innerhalb Polens. Noch weiter westlich liegen die ruthenischen Dörfer in der Slowakei und auch die lemkische Exklave bei Szlachtowa in Polen. Im Nordwesten hinter dem Berg Kiczera lag das ethnisch polnische Dorf Łomnica.
Der Ort wurde im Jahre 1595 gegründet, die Tochtersiedlung Wierchomla Mała sechs Jahre später. Sie gehörten zur bischöflichen Herrschaft Muszyna.
Bei der Ersten Teilung Polens kam Wierchomla Wielka 1772 zum neuen Königreich Galizien und Lodomerien des habsburgischen Kaiserreichs (ab 1804).
Im Jahre 1900 hatte die Gemeinde Wierchomla Wielka 209 Häuser mit 1401 Einwohnern, davon 1359 ruthenischsprachig, 41 polnischsprachig, 1357 griechisch-katholische, 30 römisch-katholische, 14 Juden.
1918, nach dem Ende des Ersten Weltkriegs und dem Zusammenbruch der k.u.k. Monarchie, kam Wierchomla Wielka zur Zweiten Polnischen Republik. Im Zweiten Weltkrieg gehörte es zum Generalgouvernement.
Von 1975 bis 1998 gehörte Wierchomla Wielka zur Woiwodschaft Nowy Sącz.

## Sehenswürdigkeiten
- Ehemalige griechisch-katholische Kirche, nach der Aktion Weichsel römisch-katholisch

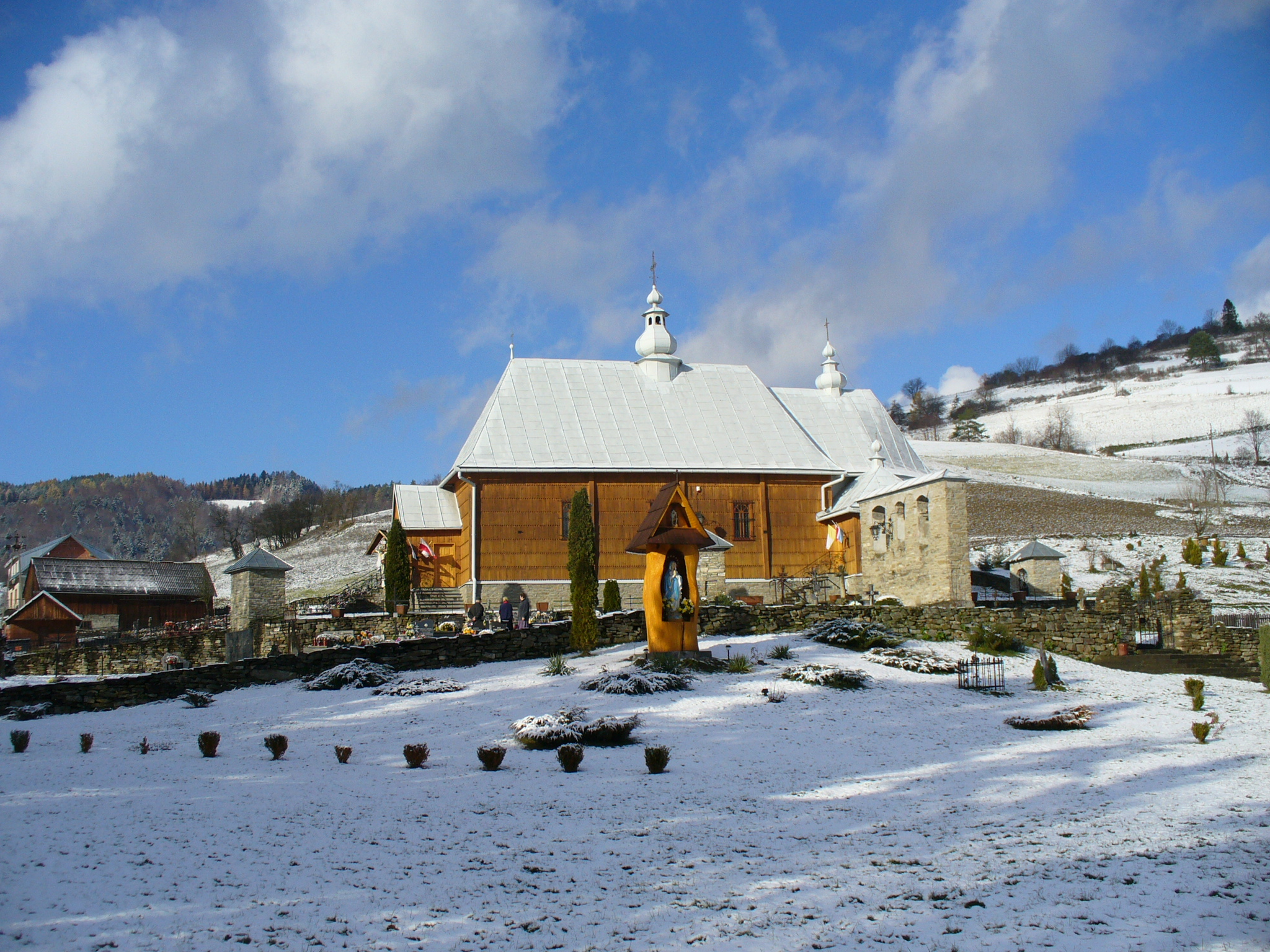
Ehem. griechisch-katholische Kirche

## Persönlichkeiten
- Wołodymyr Chylak (1843–1893), lemkischer Schriftsteller der Russophilen Bewegung in Galizien[1]